# Viola maculata
Viola maculata là một loài thực vật có hoa trong họ Hoa tím. Loài này được Cav. miêu tả khoa học đầu tiên năm 1800.